# Tipos Aréna
De Tipos Aréna is een ijshockeystadion in Bratislava, Slowakije. Het stadion stamt uit 1940 en heeft een capaciteit van 8.025 toeschouwers, waarvan 7.463 zitplaatsen. Het is de thuishaven van HC Slovan Bratislava. Voor concerten is een opstelling van 10.200 toeschouwers mogelijk. Daarmee is het de grootste indoor arena van Slowakijke.
De Tipos Aréna ligt ruim twee kilometer ten noordoosten van het centrum aan de weg Trnavská cesta in het stadsdeel Nové Mesto (nieuwe stad).

## Naam
Het stadion heette eerder ST Aréna, naar sponsor Slovenské Telekomunikácie. Nadat dat bedrijf was overgenomen door Deutsche Telekom, werd het in 2006 T-Com Aréna en daarna Samsung Aréna of voluit Samsung Aréna, Zimný štadión Ondreja Nepelu, naar de voormalige kunstschaatser Ondrej Nepela. Nepela is meervoudig Europees en wereldkampioen en enkelvoudig olympisch kampioen namens Tsjecho-Slowakije.